# Chiesa di Ognissanti (Trani)
La chiesa di Ognissanti, o dei Templari, è una chiesa romanica di Trani del XII secolo situata sulla riva del porto. La chiesa è anche detta "del Purgatorio".

## Storia
La chiesa venne probabilmente fondata nel XII secolo, come attestato da diversi documenti. Le absidi e le decorazioni scultoree sono state attribuite invece al secolo successivo. La chiesa nacque sul porto, probabilmente con un proprio imbarcadero, al di fuori delle mura cittadine (che comprenderanno tutto il porto solo con l'espansione della cinta voluta da Federico II).
Sebbene la tradizione voglia la chiesa legata all'Ordine Templare,  è molto probabile un'influenza sulla chiesa della colonia di mercanti di Ravello, costruita all'interno del loro Ospitale, comunità molto numerosa in città nel Medioevo, come testimonia un lascito del 1170 di una vigna alla chiesa da parte del notaio ravellese Orso Rogadeo e il patronato, in epoche successive, a famiglie originarie di Ravello. Durante la prima fase della sua vita, la chiesa fu probabilmente luogo di benedizione per i crociati in partenza da Trani verso la Terra santa. Accanto alla chiesa vi era infatti una stretta stradina, detta Angiporto, che conduceva direttamente al mare e che venne definitivamente chiusa nel XIX secolo.
La chiesa venne retta da diversi abati di una non meglio specificata comunità monastica fino al XV secolo, quando divenne proprietà del vescovo di Conversano, Paolo de Turcolis, e successivamente di suo nipote. Nel 1479 venne donata a Pietro Lambertini, padre del giurista Cesare Lambertini: la famiglia, come già citato originaria di Ravello, mantenne il patronato sul santuario fino al 1780, sebbene per un breve periodo nel XVI secolo sia attestato il patronato di altre famiglie ravellesi, come i Rogadeo e gli Achonzaico, i cui stemmi, insieme a quello della famiglia Lambertini, sono scolpiti in bassorilievo sull'architrave della porta di accesso alla sagrestia.
A causa del trasferimento del culto delle anime del Purgatorio nei primi anni del XIX secolo, la chiesa di Ognissanti ha assunto da allora la denominazione popolare di chiesa del Purgatorio. Sempre in questo periodo la chiesa divenne sede di diverse Confraternite: prima l'Arciconfraternita della Beata Vergine dei Sette Dolori e successivamente, in seguito alla distruzione dell'omonima chiesa, la Confraternita dell'Annunziata. La chiesa fu una delle parrocchie della città dal 1932 al 1975, mentre negli anni '80 fu sede del Terz'Ordine Francescano. Successivamente chiusa, è stata nella seconda metà degli anni '90 riaperta e ripristinata al culto.

### Controversie sulla presenza dei Templari
La tradizione e la storiografia locale fanno riferimento alla chiesa di Ognissanti come domus dell'Ordine Templare, costruita all'interno dell'Ospitale durante il periodo delle Crociate (che però era storicamente caratteristica delle sedi degli Ospitalieri). Sebbene sia storicamente accertata la presenza dei Templari in città in quel periodo, assieme a quella di un altro Ordine cavalleresco, quello dei Gerosolimitani, non vi sono documenti storici che riconducano la chiesa di Ognissanti direttamente ai Templari.
L'unica prova storica è una lapide posta in prossimità del portone destro di accesso, probabilmente del XII secolo, su cui è riportata l'epigrafe dell'abate e medico Costantino.
La presenza templare a Trani è attestata sin dal 1142, mentre quella dei Cappellani per il servizio religioso è successiva al 1139, anno in cui queste figure vennero istituite con l'emanazione della bolla Omne datum optimum da parte di papa Innocenzo II.
L'abate Costantino è stato a lungo considerato come affiliato all'Ordine Templare, abate-rettore della domus, non essendoci però alcuna prova storica di questa appartenenza. La presenza di altri abati nella storia della chiesa di Ognissanti, documentati tra il XII e l'inizio del XIV secolo, ha fatto propendere per l'ipotesi della presenza di una comunità monastica, estranea ai Templari.
Altri dubbi riguardo alla costruzione da parte dell'edificio da parte dei Templari sono sorti considerando che la maggior parte delle chiese fondate dall'Ordine furono intitolate a Santa Maria, e le chiese utilizzate come domus venivano indicate negli atti con l'attribuzione de templo. Inoltre nel XII secolo i Templari non disponevano in Puglia di sufficienti risorse per poter finanziare la costruzione di una chiesa come Ognissanti.
È stato ipotizzato che sia da considerarsi domus templare a Trani la chiesa di San Giacomo (conosciuta anticamente come Santa Maria de Russis) oppure la chiesa di San Giovanni, oggi non più esistente, citata in documenti del XII secolo tra cui uno del 1191, dove viene definita Grancia dei cavalieri del Tempio in occasione della concessione da parte di Abelardo de Pagani del permesso di sepoltura nella detta chiesa di un giudice.

## Descrizione

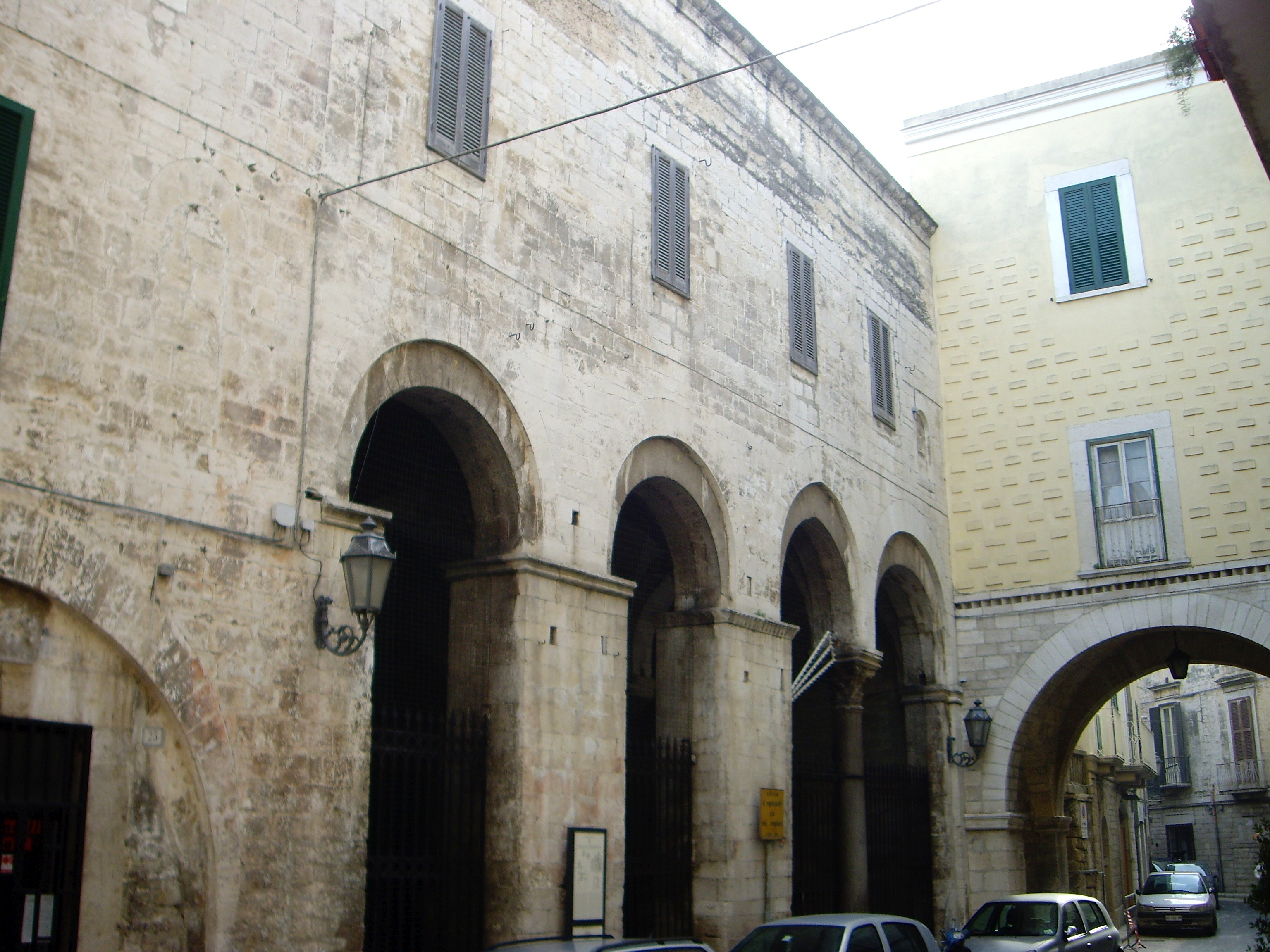
Facciata con portico

### Esterno
La chiesa presenta in facciata un portale con fascia riccamente scolpita. La facciata si trova sull'omonima via interna, coperta sia dal portico esterno che da abitazioni costruite in epoche successive sopra il portico stesso.
Alle navate si accede da tre portoni rettangolari, tutti sormontati da lunette con pregevoli decorazioni: sebbene la lunetta del portone destro sia troppo deteriorata, in quella della porta centrale e di quella sinistra si riconoscono rispettivamente la scena dell'Annunciazione e l'immagine di due pavoni nell'atto di cibarsi con un tralcio di vite, simbolo del sacramento dell'eucaristia.
La parte più caratteristica dell'esterno della chiesa è il retro, rivolto verso il mare, che presenta tre piccole absidi semicircolari sporgenti, la cui forma ricorda la parte posteriore della chiesa della Vallisa a Bari. Altre analogie si riscontrano tra Ognissanti e la chiesa barese, come la presenza del portico anteriore, la vicinanza al mare, il periodo di costruzione e la presenza della comunità di Ravello (la chiesa della Vallisa è anche nota come Raveddise, ovvero dei ravellesi).

Particolari della decorazione scultorea, fotografati da Paolo Monti, 1970
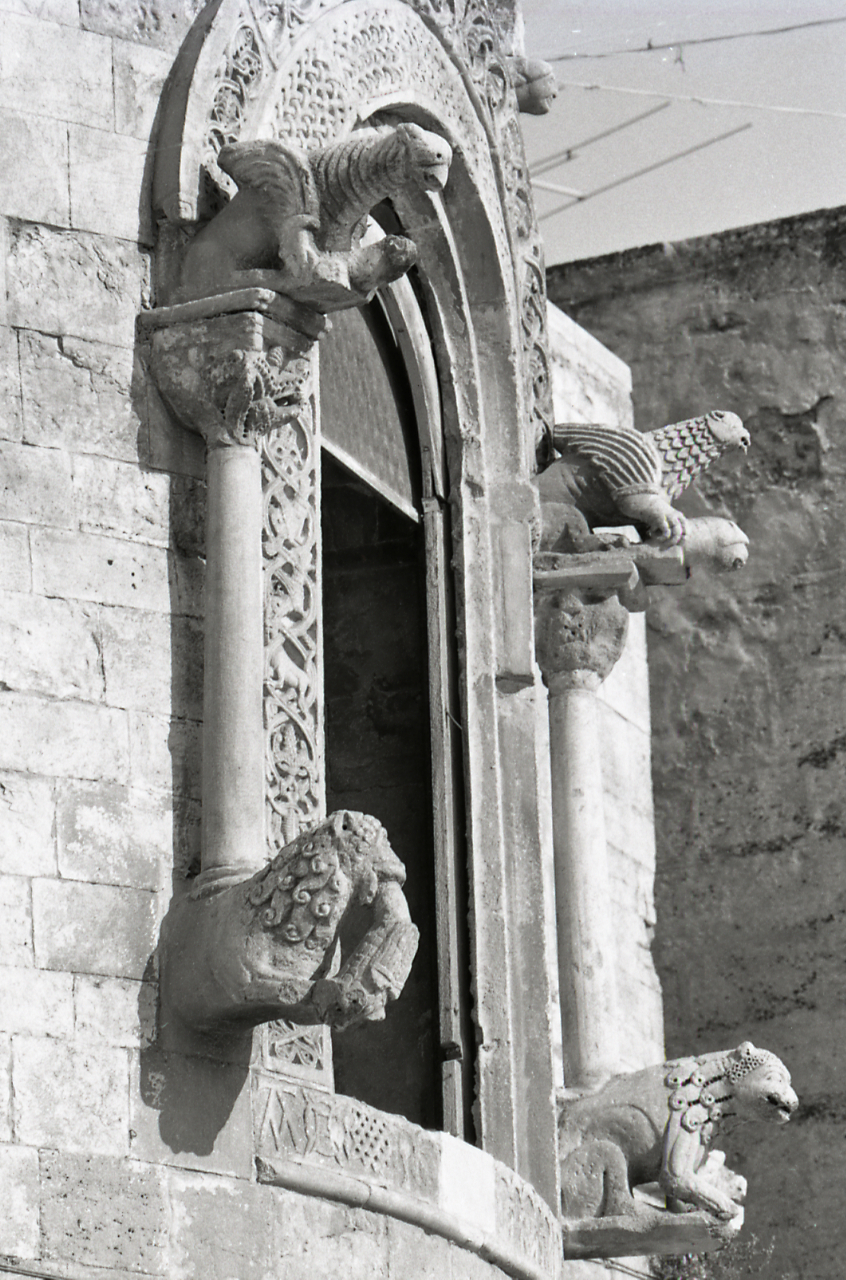
Finestrone
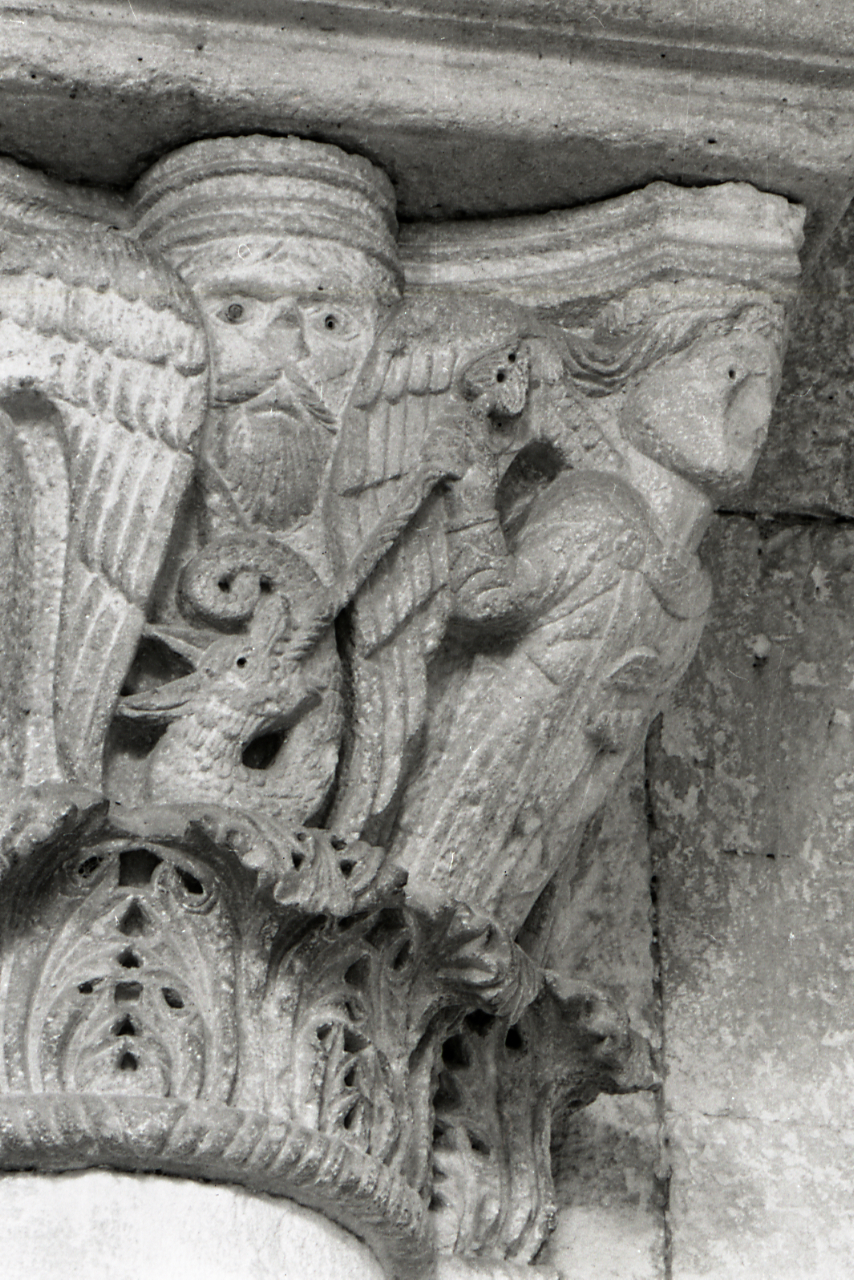
Capitello

### Interno

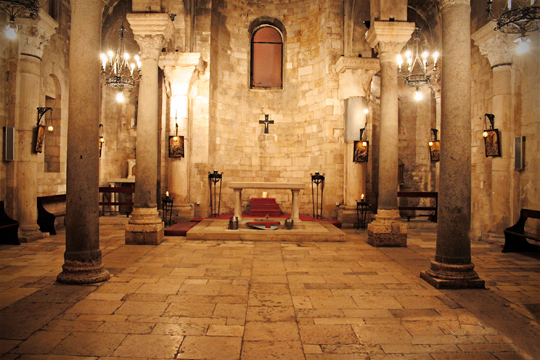
Interno

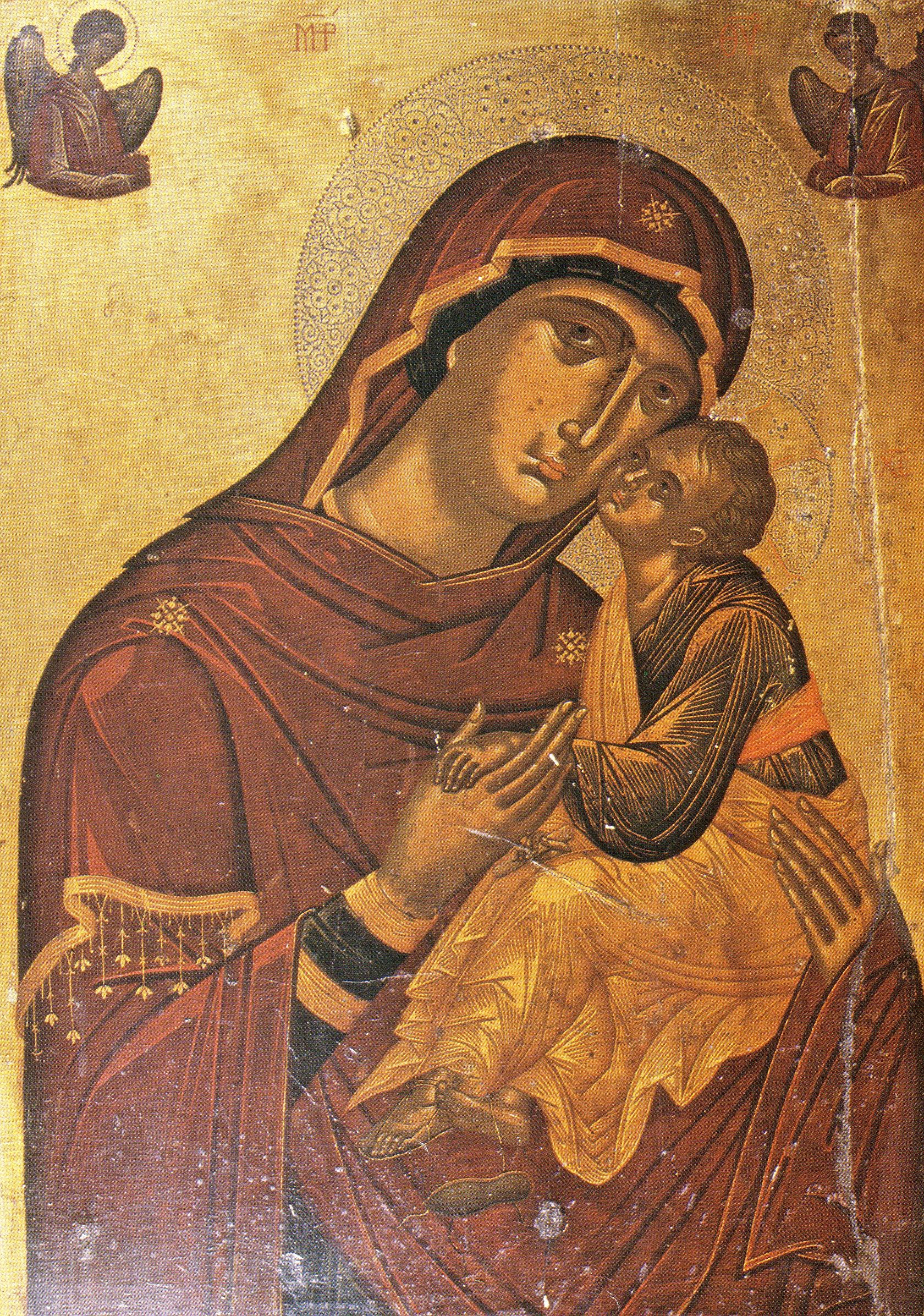
Madonna col Bambino di Rico da Candia

L'interno della struttura è a pianta rettangolare, suddiviso in tre navate con doppio portico, per mezzo di colonne che sorreggo archi a tutto sesto. La navata centrale è coperta a capriate, mentre quelle laterali sono coperte da volte a vela. La struttura non presenta il transetto.
Le colonne che sorreggono la navata centrale sono in granito africano, stesso materiale utilizzato per due colonne esterne, con capitelli di tipo composito.
La chiesa ospita diverse tele artistiche tra le quali una Madonna con Bambino con influssi bizantini del XVI secolo, opera del madonnaro Rico da Candia.

### Riferimenti astronomici
Alcuni studi si sono focalizzati sui possibili riferimenti astronomici e numerici che offrono il complesso e la sua posizione: il più importante è la posizione dell'asse della chiesa, che indica il punto dove sorse il sole il 1º novembre dell'anno 1100, secondo alcuni studiosi tenendo conto della ricorrenza del giorno dedicato a tutti i santi, da cui prende il nome la chiesa.
Nei giorni di equinozio i raggi del Sole colpiscono un capitello, appartenente ad una delle colonne del portico anteriore, su cui è scolpita la figura attribuita alla dea egizia Iside; nel giorno del solstizio d'inverno, il Sole colpisce invece un pilastro cruciforme, collocato sempre nel portico.